# Jan en Jacob Pynas

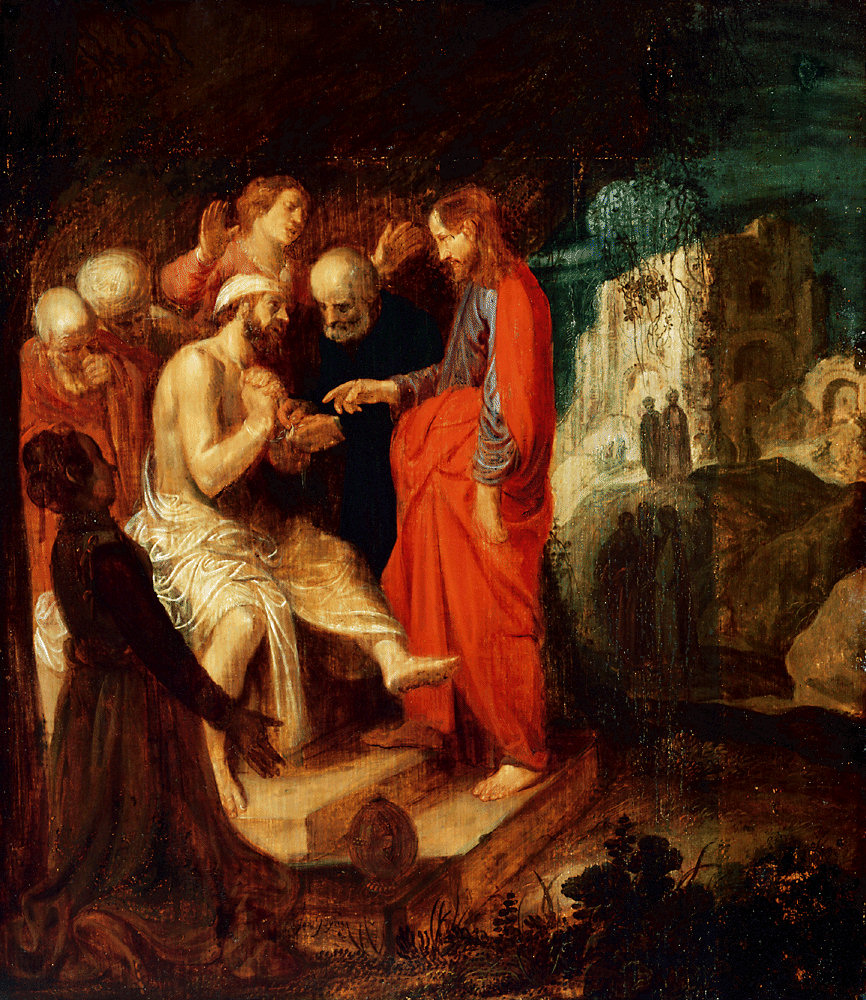
De opwekking van Lazarus door Jan Pynas

De broers Jan Symonsz Pynas (ca. 1583, Alkmaar - begraven op 27 december 1631, Amsterdam) en Jacob Symonsz Pynas (ca. 1592, Haarlem of Amsterdam - na 1650, Delft?) waren kunstschilders in Nederland tijdens de Gouden Eeuw. Hun werk wordt vaak door elkaar gehaald omdat ze een vergelijkbare stijl hadden en omdat ze hun werk beiden met "J. Pynas" of "J.P." ondertekenden.
De gebroeders Pynas behoorden tot een groep post-maniëristische schilders van historiestukken uit het begin van de 17e eeuw die van grote invloed waren op Rembrandt van Rijn en daarom de Pre-Rembrandtisten genoemd worden. Deze groep schilders was vooral beïnvloed door het werk van Adam Elsheimer. De voornaamste schilder van deze groep was Rembrandts leermeester Pieter Lastman. Meijnsje Simonsdr. Pynas, zuster van Jan en Jacob Pynas, trouwde met de Pre-Rembrandist Jan Tengnagel.
Rembrandt was in alle waarschijnlijkheid enkele maanden in de leer bij Jacob Pynas. Volgens sommige kunsthistorici imiteerde Rembrandt de bruine toon van Jacob Pynas, hoewel anderen deze theorie in twijfel trekken omdat deze stijl gehanteerd werd door alle door Elsheimer beïnvloede schilders.
Jan en Jacob Pynas waren zoons van de Haarlemse koopman Symon Jansz. Brouwer, die in 1590 met zijn gezin naar Amsterdam verhuisde. Volgens Arnold Houbraken ging Jan Pynas samen met Pieter Lastman in 1605 enkele jaren op studiereis naar Italië. Algemeen wordt aangenomen dat ook Jacob Pynas meeging op reis. Deze reis naar Italië had een grote invloed op de warme, lichte schilderstijl van de broers. Jan begaf zich 10 jaar later opnieuw naar Italië; dit weten we omdat hij daar een tekening maakte (gedateerd 1617) die zich nu in het Rijksprentenkabinet bevindt.
Jacob verhuisde in 1631 naar Delft. waar hij aan de Gasthuislaan woonde en werkte. Hij bleef in Delft tot minstens 1639.
Hun werk bevindt zich onder meer in het Rijksmuseum in Amsterdam. Hier hangen de schilderijen Aäron verandert het water van de Nijl in bloed van Jan Pynas (1610) en Paulus en Barnabas te Lystra door het volk als goden vereerd van Jacob Pynas (1628). Een derde schilderij in het Rijksmuseum, De ontmoeting van Jacob en Ezau (161), wordt ook aan Jacob toegeschreven. Werk van de gebroeders Pynas bevindt zich ook in onder andere het Rembrandthuis (Amsterdam), het Louvre (Parijs), de Hermitage (Sint-Petersburg), het Metropolitan Museum of Art (New York), het Uffizi (Florence) en de National Gallery (Londen).